# Legyezőfű
A legyezőfű (Filipendula) a rózsavirágúak (Rosales) rendjébe és a rózsafélék (Rosaceae) családjába tartozó nemzetség.
Nemzetségcsoportjának az egyetlen nemzetsége.

## Előfordulásuk
A legyezőfűfajok előfordulási területe főleg az északi félgömbön található meg; ez alól a koloncos legyezőfű (Filipendula vulgaris) alkot kivételt, mivel természetes állománya él az Új-Zélandhoz tartozó Északi-szigeten. A legtöbb faj Eurázsia mérsékelt övi és sarkvidéki részeit hódította meg. Európában majdnem mindenütt élnek, még Izlandon és az Arktisz szigetein is; azonban a Földközi-tenger szigeteiről hiányzanak. Ázsiában, csak az Arab-félszigetről, Indiából, Délkelet-Ázsiából, az ettől délre eső szigetországokból, valamint Közép-Ázsia és Kína egy-egy kis részéről hiányzik. Afrikából, csak Marokkót és Algériát hódították meg természetes körülmények között. Észak-Amerikában, csak Kanada és az Amerikai Egyesült Államok keleti felének egyes részein, valamint Washington és Oregon államokban őshonosak. Új-Zéland Déli-szigetére és Coloradoba betelepítette az ember.

## Rendszerezés
A nemzetségbe az alábbi 3 alnemzetség, 12 faj és 2 hibrid tartozik:
- Filipendula subg. Filipendula
  - koloncos legyezőfű (Filipendula vulgaris) Moench - típusfaj
- Filipendula subg. Hypogyna
  - Filipendula occidentalis (S.Watson) Howell
- Filipendula subg. Ulmaria
  - Filipendula angustiloba (Turcz. ex Fisch., C.A.Mey. & Avé-Lall.) Maxim.
  - Filipendula auriculata (Ohwi) Kitam.
  - Filipendula camtschatica (Pall.) Maxim.
  - Filipendula glaberrima Nakai
  - Filipendula × intermedia (Glehn) Juz.
  - Filipendula kiraishiensis Hayata
  - Filipendula multijuga Maxim.
  - Filipendula × purpurea Maxim.
  - Filipendula rubra (Hill) B.L.Rob.
  - Filipendula tsuguwoi Ohwi
  - réti legyezőfű (Filipendula ulmaria) (L.) Maxim.
  - Filipendula vestita (Wall. ex G.Don) Maxim.